# 兵庫県道514号志染土山線
兵庫県道514号志染土山線（ひょうごけんどう514ごう しじみつちやません）は、兵庫県三木市から加古川市に至る一般県道である。

## 概要
三木市志染町吉田から加古川市平岡町土山に至る。

### 路線データ
- 起点：三木市志染町吉田（吉田南交差点、兵庫県道38号三木三田線交点）
- 終点：加古川市平岡町土山（土山交差点、国道2号上、兵庫県道84号宗佐土山線・兵庫県道208号二見港土山線終点）
- 総延長：10.357 km

## 歴史
- 2025年（令和7年）5月16日 - 兵庫県告示第414号により、兵庫県道38号三木三田線志染バイパスと並行する旧道の県道指定解除に伴い、起点位置が三木吉田交差点から吉田南交差点に変更[1]。

## 路線状況

### 重複区間
- 兵庫県道22号神戸三木線（三木市志染町広野1丁目 - 三木市別所町小林・小林東交差点）
- 兵庫県道513号三木環状線（三木市志染町広野1丁目 - 加古郡稲美町草谷）
- 兵庫県道377号野村明石線（加古郡稲美町草谷 - 加古郡稲美町草谷・草谷交差点）
- 国道2号・兵庫県道208号二見港土山線（明石市魚住町清水・清水交差点 - 加古川市平岡町土山・土山交差点（終点））

## 地理

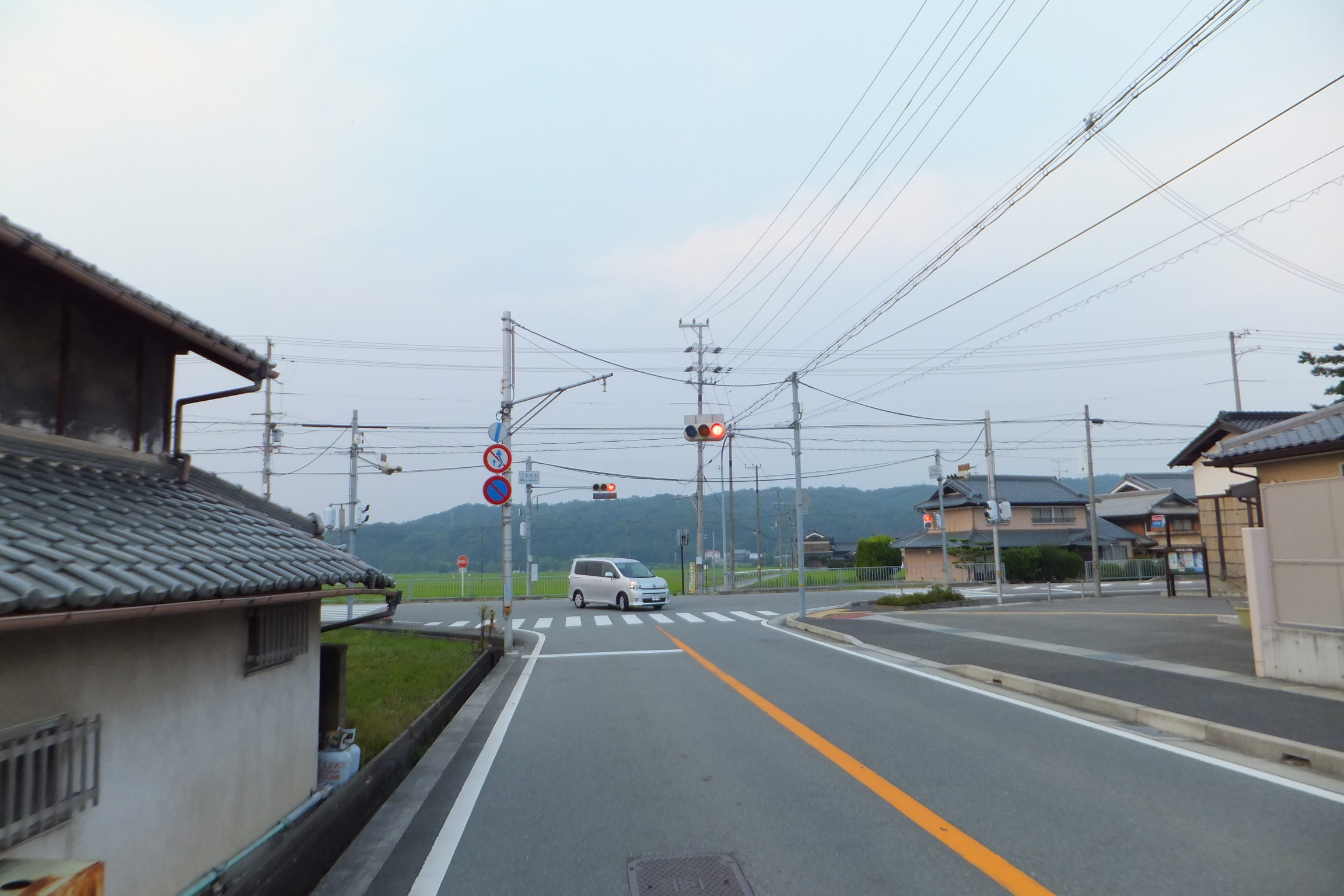
起点付近
三木市志染町吉田で撮影

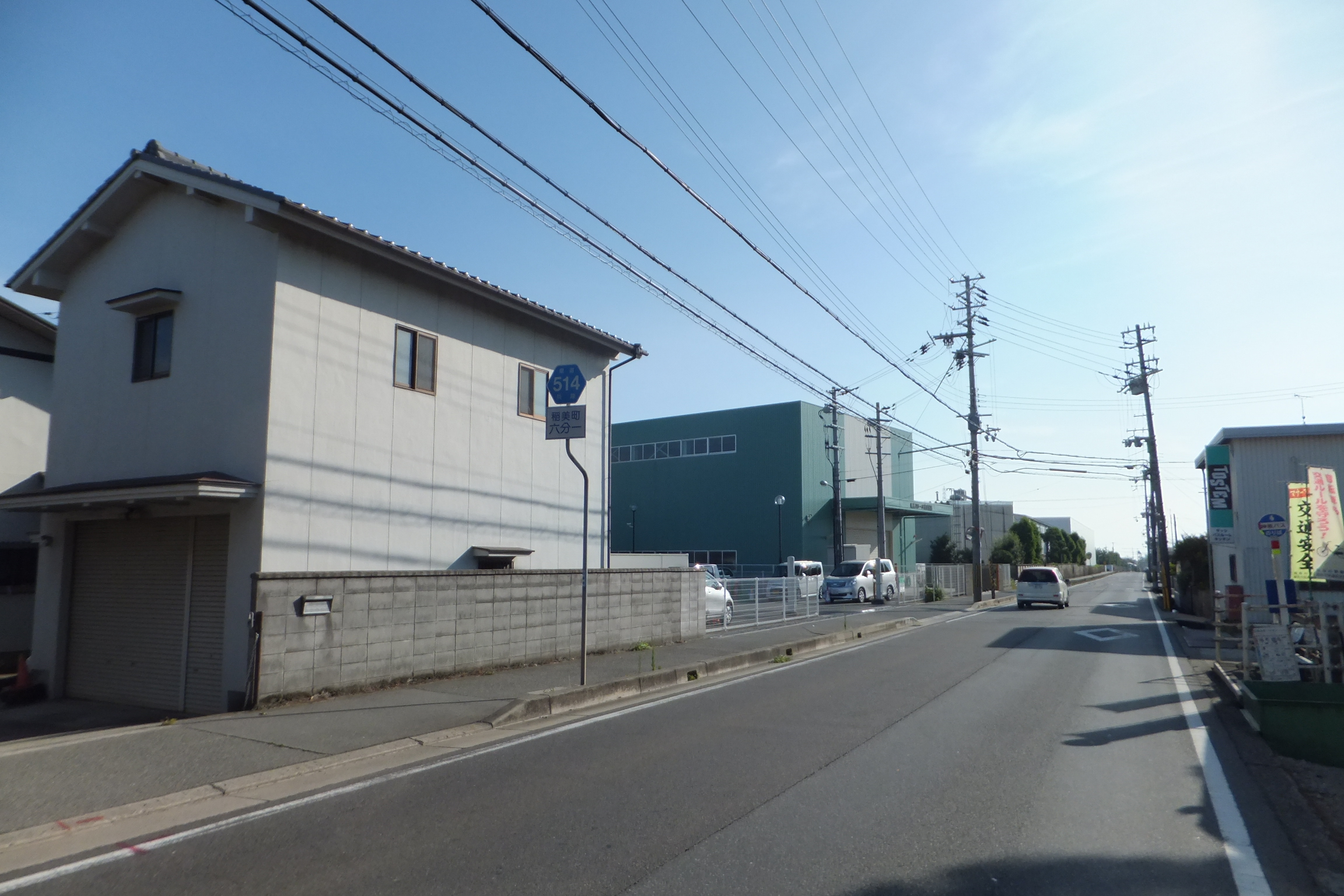
本道の標識
加古郡稲美町六分一で撮影

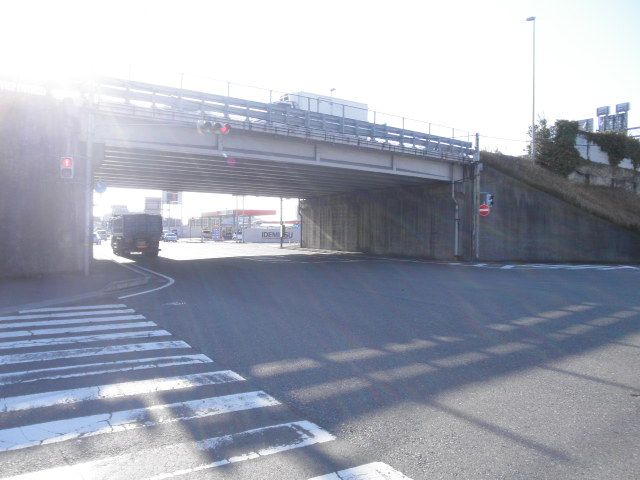
終点付近
明石市魚住町清水で撮影

### 通過する自治体
- 三木市
- 加古郡稲美町
- 明石市
- 加古川市

### 交差する道路
| 交差する道路                                                                       | 市町村名 | 市町村名 | 交差する場所    | 交差する場所        |
| ---------------------------------------------------------------------------------- | -------- | -------- | --------------- | ------------------- |
| 兵庫県道38号三木三田線 / 志染バイパス                                              | 三木市   | 三木市   | 志染町吉田      | 吉田南交差点 / 起点 |
| 兵庫県道513号三木環状線                                                            | 三木市   | 三木市   | 志染町広野1丁目 |                     |
| 兵庫県道22号神戸三木線 重複区間起点 兵庫県道513号三木環状線 重複区間起点           | 三木市   | 三木市   | 志染町広野1丁目 |                     |
| 兵庫県道22号神戸三木線 重複区間終点                                                | 三木市   | 三木市   | 別所町小林      | 小林東交差点        |
| 国道175号 国道427号 重複                                                           | 三木市   | 三木市   | 別所町小林      | 小林交差点          |
| 兵庫県道377号野村明石線 重複区間起点 兵庫県道513号三木環状線 重複区間終点          | 加古郡   | 稲美町   | 草谷            |                     |
| 兵庫県道377号野村明石線 重複区間終点                                               | 加古郡   | 稲美町   | 草谷            | 草谷交差点          |
| 兵庫県道65号神戸加古川姫路線                                                       | 加古郡   | 稲美町   | 野谷            | 野谷交差点          |
| 兵庫県道381号野谷平岡線                                                            | 加古郡   | 稲美町   | 野谷            |                     |
| 兵庫県道148号大久保稲美加古川線                                                    | 加古郡   | 稲美町   | 蛸草            | 蛸草交差点          |
| 兵庫県道378号六分一神出線                                                          | 加古郡   | 稲美町   | 六分一          |                     |
| 兵庫県道384号平荘大久保線                                                          | 加古郡   | 稲美町   | 岡              | 岡交差点            |
| 兵庫県道84号宗佐土山線                                                             | 加古郡   | 稲美町   | 六分一          | 六分一交差点        |
| E93 第二神明道路 国道2号 / 加古川バイパス                                          | 明石市   | 明石市   | 魚住町清水      | 8 明石西IC          |
| 国道2号 重複区間起点 兵庫県道208号二見港土山線 重複区間起点                        | 明石市   | 明石市   | 魚住町清水      | 清水交差点          |
| 国道2号 重複区間終点 兵庫県道84号宗佐土山線 兵庫県道208号二見港土山線 重複区間終点 | 加古川市 | 加古川市 | 平岡町土山      | 土山交差点 / 終点   |

### 交差する鉄道
- 神戸電鉄粟生線

### 沿線
- 神戸電鉄粟生線 志染駅
- 兵庫県立三木東高等学校
- 三木市立広野小学校
- 稲美町立母里小学校
- 母里郵便局

### 沿線ガイド

#### 三木市
志染町吉田の起点から自由が丘本町3丁目付近までは1車線から2車線に改良されている。自由が丘本町3丁目から神戸電鉄粟生線 志染駅を経由し、志染町広野1丁目までは狭少路線であるが、三木山陽病院から三木市道まではすでに用地買収が完了し、着工し、完成している。しかし、計画では志染町広野1丁目の兵庫県道22号神戸三木線までの区間まで拡幅する予定であり、神戸電鉄粟生線 志染駅の踏切を廃止し、立体交差させる計画もあるが、交通量と費用面から着工に至っていない。志染町広野1丁目の付近では一方通行である。当市と加古郡稲美町の境目から別所町小林字釜ヶ谷まで兵庫県道513号三木環状線と重複し、別所町小林字釜ヶ谷から志染町広野1丁目までは兵庫県道22号神戸三木線と重複する。

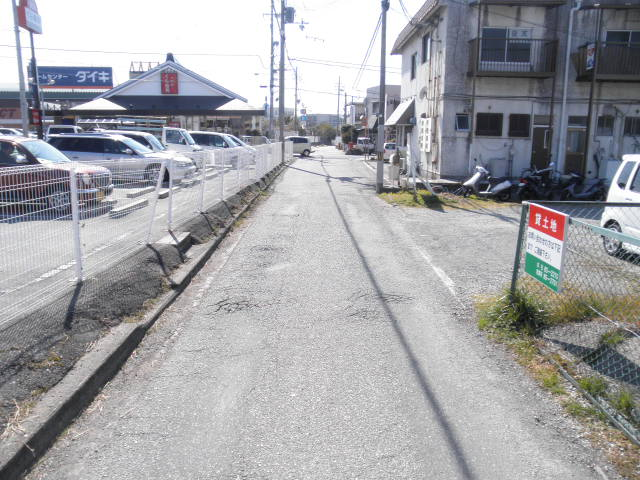
一方通行の道路 志染町広野1丁目で撮影
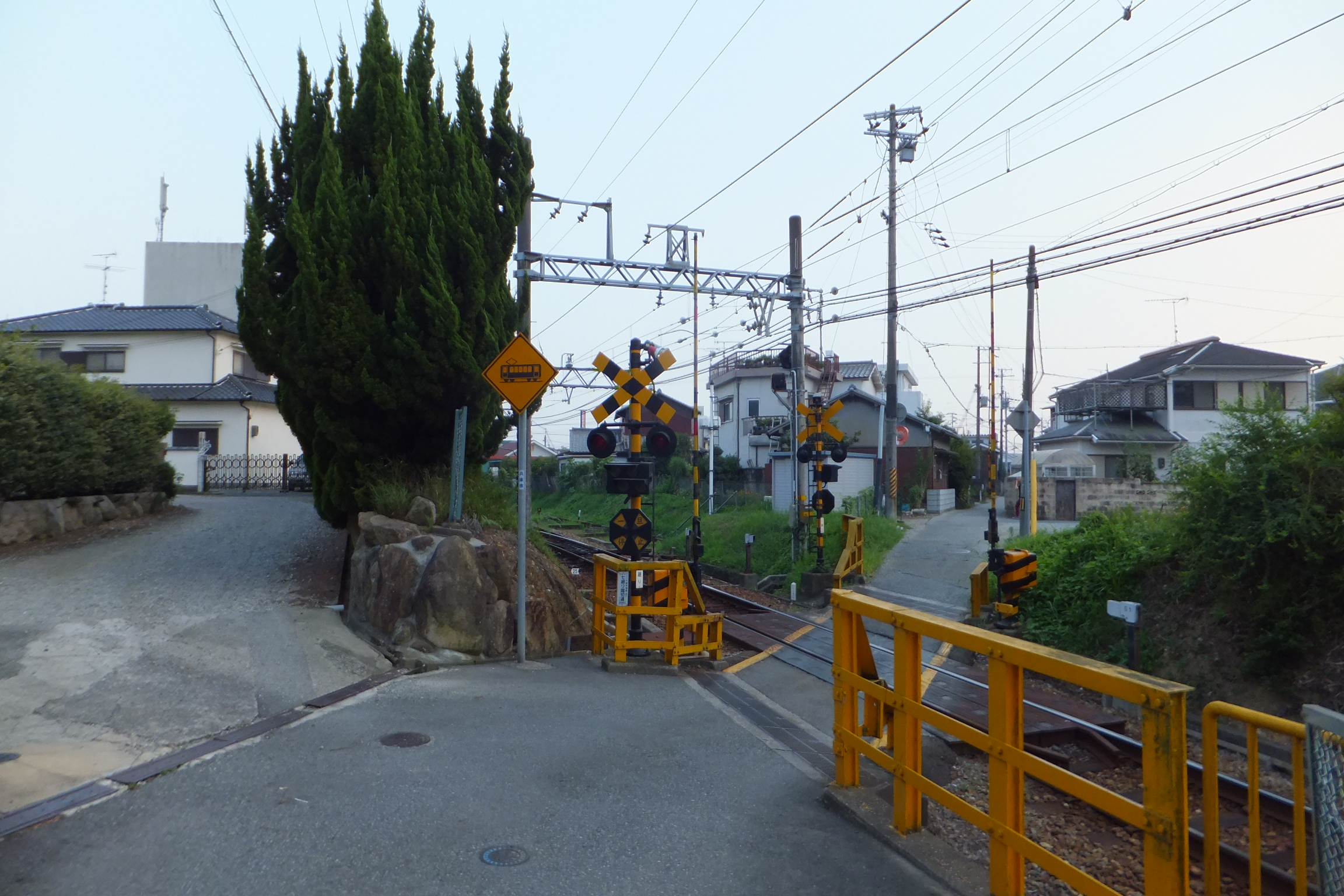
1車線の区間 自由が丘本町3丁目で撮影
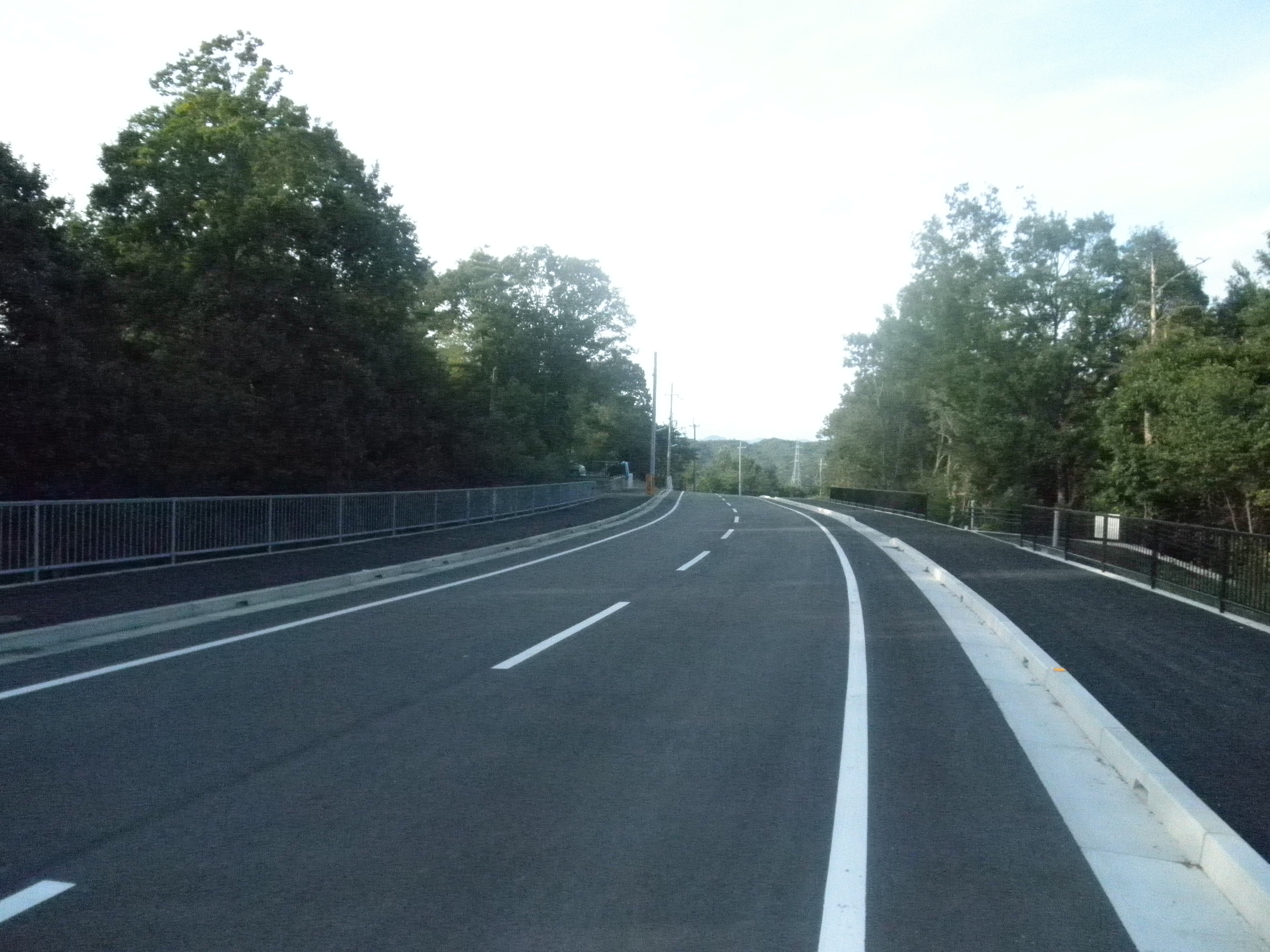
改良された道路 自由が丘本町で撮影

#### 加古郡稲美町
全線2車線である。

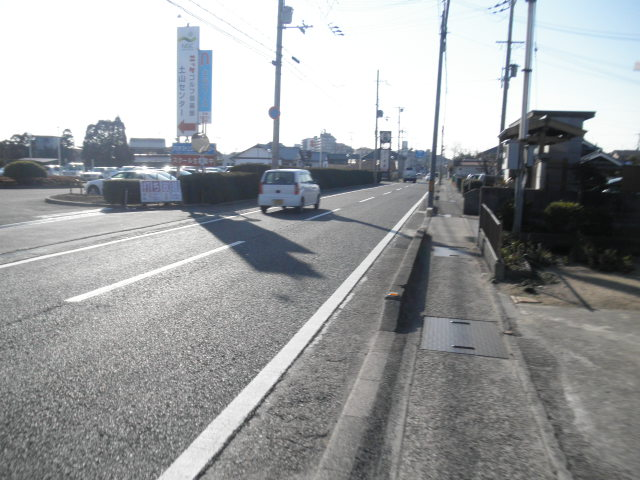
明石市との境目 六分一で撮影
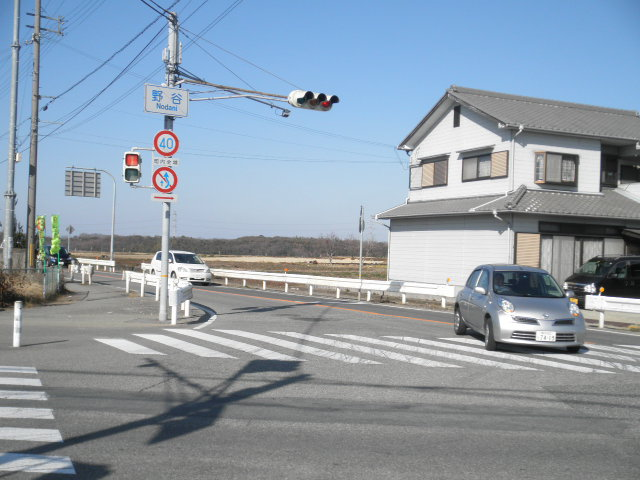
町内にある田園地帯 野谷で撮影
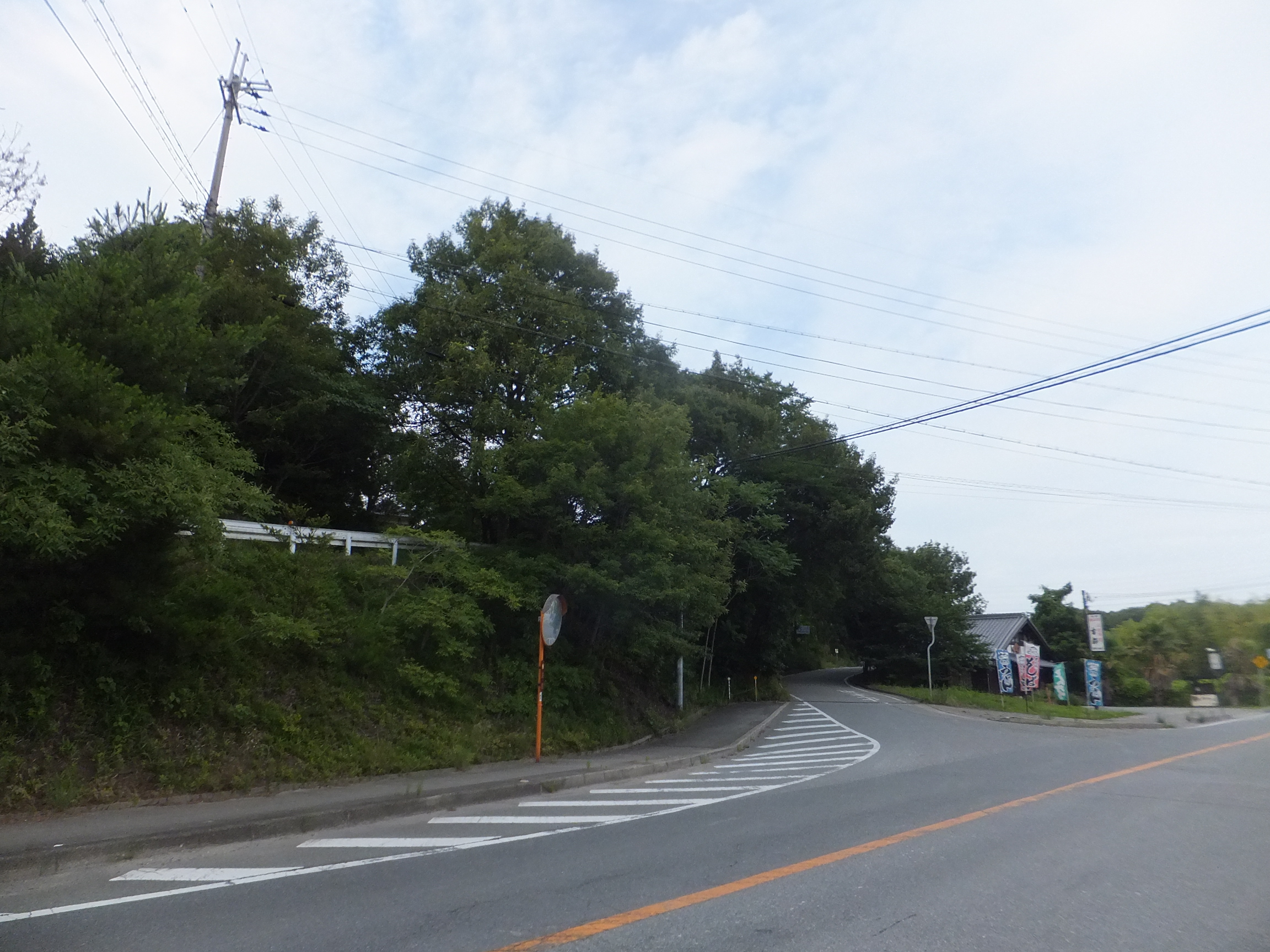
三木市との境目 草谷で撮影

#### 明石市
全線2車線であり、魚住町清水で国道2号・兵庫県道208号二見港土山線と重複し、重複する場所は4車線である。

#### 加古川市
全線が国道2号・兵庫県道208号二見港土山線である。